# Ascarza
Ascarza officiellement (Ascarza de Treviño  en espagnol ou Askartza Treviñu en basque) est un concejo du comté de Treviño. Il est situé dans la comarque de l'Èbre, dans la communauté autonome de Castille-et-León, province de Burgos en Espagne.
Ascarza fait aussi partie de l'enclave de Treviño, dont la majorité de la population demande à être rattaché à la province de l'Alava.